# ЭС4К
ЭС4К «Дончак» (2, 3 — количество секций, Э — электровоз, С — секционный, 4 — номер модели (4-й серии), К — коллекторные тяговые электродвигатели) — семейство магистральных грузовых электровозов постоянного тока напряжения 3 кВ с четырёхосными секциями, оснащёнными коллекторными тяговыми электродвигателями осевой мощностью 750 кВт. Электровозы 2ЭС4К — двухсекционные восьмиосные, 3ЭС4К — трёхсекционные двенадцатиосные. Электровозы являются следующей эволюционной ступенью в развитии грузовых электровозов семейства ВЛ10/ВЛ11 и позиционируются как их основная замена.
Электровозы разработаны всероссийским НИИ электровозостроения (ВЭлНИИ) в Новочеркасске и производятся с 2006 года на Новочеркасском электровозостроительном заводе, входящим в состав концерна ЗАО «Трансмашхолдинг». По состоянию на середину 2020 года выпущено 224 электровоза ЭС4К разных модификаций, а с учётом электровозов 2ЭЛ4 — 228. В настоящее время электровозы ЭС4К эксплуатируются в России в Ленинградской области и в Краснодарском крае, а 2ЭЛ4 — на Украине.

## История создания и выпуска

### Проектирование
В начале 2000-х годов в России возникла необходимость в обновлении парка грузовых электровозов. Основным производителем электровозов в СССР и России долгое время являлся Новочеркасский электровозостроительный завод, который до 1994 года строил электровозы переменного тока ВЛ80С, разработанные ещё в советское время, но с 1995 года прекратил выпуск грузовых локомотивов из-за необходимости создания в России собственного производства пассажирских электровозов, которые до распада СССР импортировались из Чехословакии, а одновременный выпуск грузовых и пассажирских локомотивов был невозможен из-за экономического кризиса. В то же время электровозы постоянного тока серии ВЛ11М для России выпускались вплоть до 1993 года Тбилисским электровозостроительным заводом в Грузии, который ввиду распада СССР уже не мог рассматриваться как основной поставщик локомотивов, и их производство требовалось освоить на одном из российских предприятий.
К началу 2000-х годов Новочеркасский завод освоил производство пассажирских электровозов переменного тока ЭП1 с микропроцессорной системой управления, и перед ним была поставлена задача организовать массовый выпуск грузовых восьмиосных локомотивов для замены электровозов постоянного тока ВЛ10/ВЛ11 и переменного тока ВЛ80. О возобновлении производства этих серий не могло идти и речи, поскольку они устарели морально и не соответствовали современным требованиям по удобству, энергоэффективности и безопасности. Учитывая первоочередную потребность в обновлении электровозного парка в восточных регионах России на Транссибирской магистрали, электрифицированной переменным током, первым делом было решено создать двухсекционный грузовой электровоз переменного тока для скорейшего обновления парка магистрали на современные локомотивы, а уже затем выпустить электровоз постоянного тока сходной конструкции. При этом в отличие от ВЛ11 и ВЛ80, конструкцию механической части новых электровозов постоянного и переменного тока было решено максимально унифицировать между собой.
Проектирование базовой конструкции электровозов велось более года под руководством ВЭлНИИ. Учитывая необходимость в быстром создании новой серии для массового выпуска, за основу конструкции механической части будущих электровозов была взята механическая часть электровозов ВЛ80, которая была незначительно переработана. Для нового локомотива была разработана новая кабина машиниста с обтекаемой лобовой частью и современным пультом с микропроцессорной системой управления, созданной на базе системы, применявшейся на электровозах серии ЭП1. В течение 2004 года завод произвёл сборку опытного образца электровоза переменного тока 2ЭС5К, а уже затем на его основе к началу 2006 года был создан проект аналогичного электровоза постоянного тока.
Для нового семейства электровозов постоянного тока с четырёхосными секциями по новой системе присвоения названия серии было выбрано обозначение серии ЭС4К, что означало «электровоз секционный 4-й серии с коллекторными двигателями». Номер серии 4 был выбран потому, что номера серий 2 и 3 были зарезервированы для перспективных шестиосных электровозов постоянного и переменного тока ЭП2/ЭП3 в пассажирском и Э2/Э3 в грузовом варианте, а Э4/Э5 были отведены для четырёхосных электровозов. Также электровоз получил префикс к основному обозначению серии по числу секций, поэтому двухсекционный вариант получил наименование 2ЭС4К по аналогии с электровозом переменного тока 2ЭС5К. Уже после выпуска первого локомотива по результатам конкурса осенью 2006 года его серии было присвоено именное название «Дончак», поскольку электровозы производились в столице Донского казачества — Новочеркасске.

### Выпуск
Первый двухсекционный электровоз серии 2ЭС4К был выпущен в середине 2006 года. После получения сертификата соответствия в июне 2008 года, разрешающего производство установочной партии, завод начал серийное производство этих электровозов.
По состоянию на июль 2020 года выпущено 228 электровозов, включая 148 2ЭС4К, 4 2ЭЛ4 и 76 3ЭС4К, то есть 456 головных и 76 бустерных секций. Формально согласно нумерации де-юре было выпущено 149 электровозов серии 2ЭС4К и 6 серии 2ЭЛ4, но де-факто 3 электровоза были модернизированы из ранее выпущенных электровозов другой модификации: 2ЭС4-015 был переименован в 2ЭЛ4-001, а из шести 2ЭЛ4 электровозы с номерами 005 и 006 были модернизированы сначала в 2ЭС4К с номерами 501 и 502 с заменой кабины, а позднее в 3ЭС4К включением в их состав бустерной секции.
Данные по выпуску электровозов 2ЭС4К, 3ЭС4К и 2ЭЛ4 по годам приведены в таблице:
| Год выпуска | Серия | Количество электровозов | Количество секций | Количество секций | Номера электровозов       |
| Год выпуска | Серия | Количество электровозов | головных          | промежуточных     | Номера электровозов       |
| 2006        | 2ЭС4К | 1                       | 2                 | —                 | 001                       |
| 2008        | 2ЭС4К | 13                      | 26                | —                 | 002 — 014                 |
| 2009        | 2ЭС4К | 20                      | 40                | —                 | 015, 016 — 035            |
| 2009        | 2ЭЛ4  | 1                       | 2                 | —                 | 001                       |
| 2010        | 2ЭС4К | 19                      | 38                | —                 | 036 — 054                 |
| 2010        | 2ЭЛ4  | 1                       | 2                 | —                 | 002                       |
| 2011        | 2ЭЛ4  | 2                       | 4                 | —                 | 003, 004                  |
| 2011        | 2ЭС4К | 18                      | 36                | —                 | 055 — 072                 |
| 2012        | 2ЭС4К | 45                      | 90                | —                 | 073 — 117                 |
| 2013        | 2ЭС4К | 24                      | 48                | —                 | 118 — 141, 501, 502       |
| 2013        | 2ЭЛ4  | 2                       | 4                 | —                 | 005, 006                  |
| 2014        | 3ЭС4К | 1                       | 2                 | 1                 | 001                       |
| 2015        | 3ЭС4К | 29                      | 58                | 29                | 002 — 030                 |
| 2016        | 3ЭС4К | 15                      | 30                | 15                | 031 — 045                 |
| 2017        | 3ЭС4К | 4                       | 8                 | 4                 | 046 — 049                 |
| 2017        | 2ЭС4К | 1                       | 2                 | —                 | 142                       |
| 2018        | 2ЭС4К | 7                       | 14                | —                 | 143 — 149                 |
| 2018        | 3ЭС4К | 13                      | 26                | 13                | 050 — 062                 |
| 2019        | 3ЭС4К | 10                      | 20                | 10                | 063 — 072                 |
| 2020        | 3ЭС4К | 6                       | 12                | 6                 | 073 — 078                 |
| 2022        | 3ЭС4К | -                       | 1                 | -                 | -                         |
| Всего       | 2ЭС4К | 148                     | 296               | —                 | 001 — 014, 015, 016 — 149 |
| Всего       | 3ЭС4К | 78                      | 157               | 78                | 001 — 078                 |
| Всего       | 2ЭЛ4  | 4                       | 8                 | —                 | 001 — 004, 005, 006       |

#### 2ЭС4К

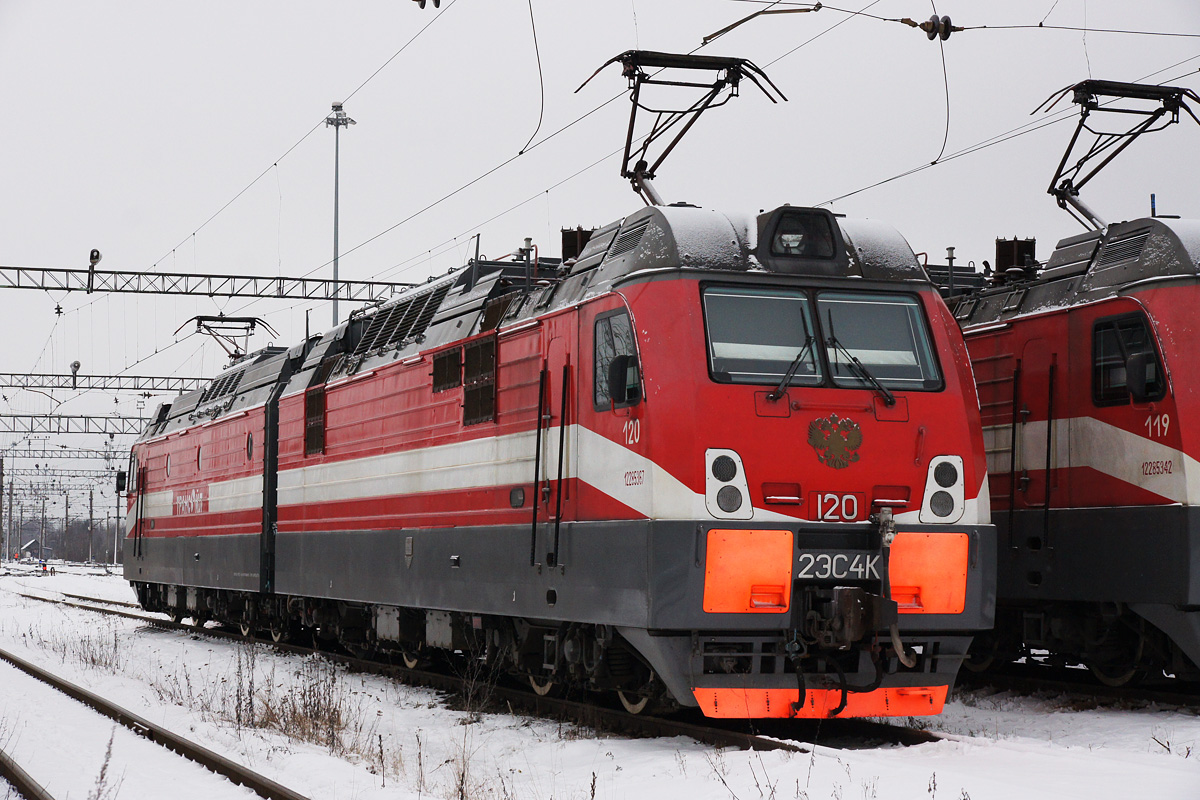
2ЭС4К-120 с вертикальным расположением буферных фонарей в красно-серой окраске Трансойл

Электровоз 2ЭС4К является базовой и исторически первой появившейся моделью семейства «Дончак». Индекс С в наименовании, от слова «секционный», что говорит о возможности работы электровоза по системе многих единиц, цифра 2 указывает на количество секций. Локомотив состоит из двух одинаковых секций, каждая из которых имеет с головной стороны кабину управления, а с хвостовой — межсекционный переход. Секции отличаются друг от друга только наличием небольшого санузла в одной из них. Масса электровоза — 192 т, длина по осям автосцепок — 35 004 мм.
По своим характеристикам электровоз сопоставим со стандартным двухсекционным электровозом ВЛ11М и предназначен для вождения стандартных грузовых поездов на участках с равнинным и укороченных на участках с горным профилем, также он может использоваться для вождения пассажирских составов на участках с горным профилем, где требуется обеспечить значительную силу тяги и мощности шестиосного пассажирского электровоза может быть недостаточно. Для вождения тяжёлых и сверхтяжёлых составов два электровоза могут эксплуатироваться совместно по системе многих единиц. Часть электровозов была изготовлена в грузопассажирском исполнении, отличающемся от стандартного установкой электропневматического тормоза для более быстрого торможения при движении с пассажирским поездом на высокой скорости и наличием системы электрического отопления пассажирского состава.
Первый электровоз 2ЭС4К был выпущен в середине 2006 года, а два года спустя с лета 2008 года был организован их серийный выпуск. По состоянию на конец 2018 года выпущено 148 электровозов серии 2ЭС4К (де-юре — 149 с учётом 2ЭЛ4-001). Электровоз 2ЭС4К-015 был выпущен в модифицированном варианте и позднее был переименован в 2ЭЛ4 со сменой номера на 001, таким образом номер 015 прекратил своё существование в качестве 2ЭС4К.

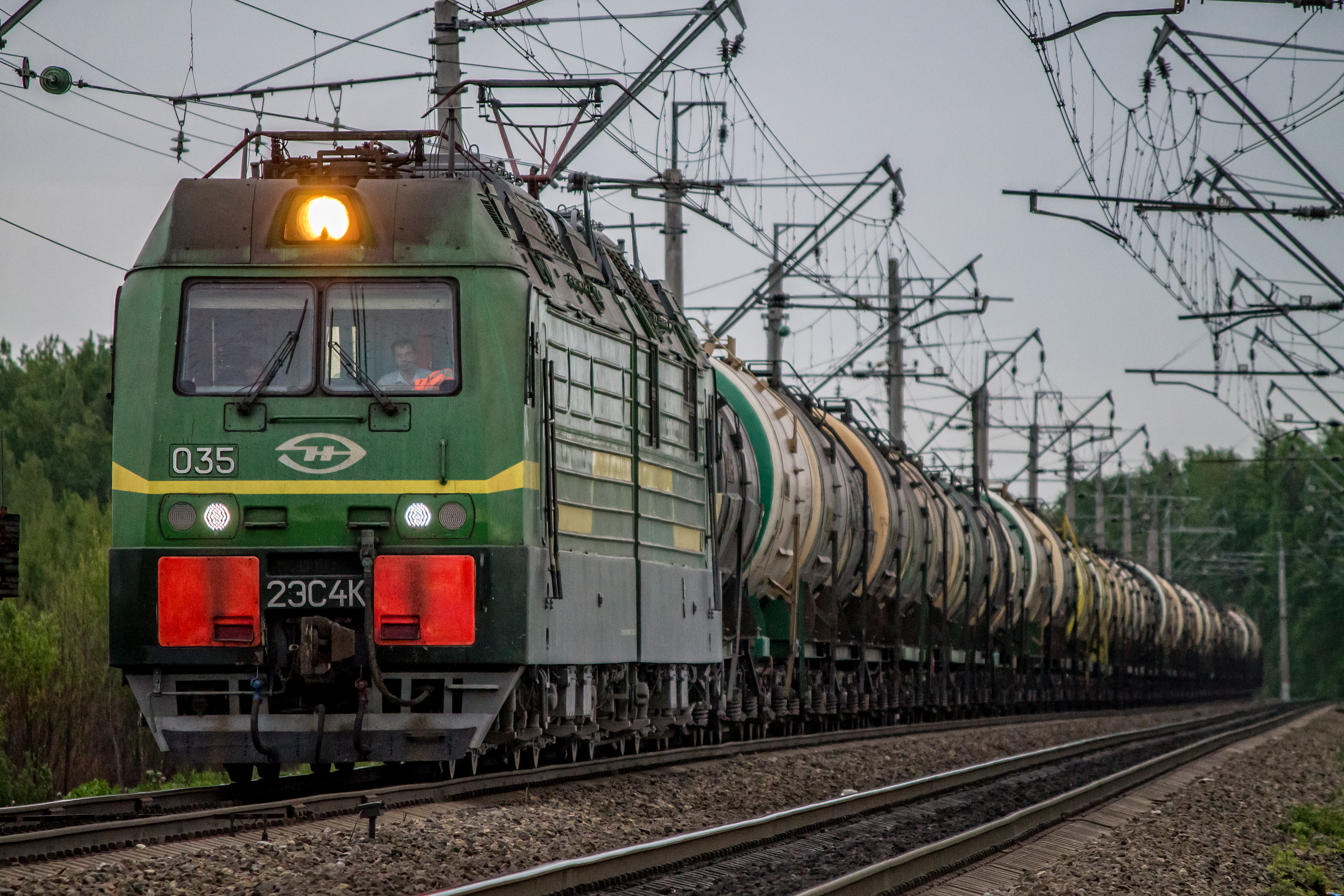
2ЭС4К-035 с горизонтальным расположением буферных фонарей в зелёной окраске
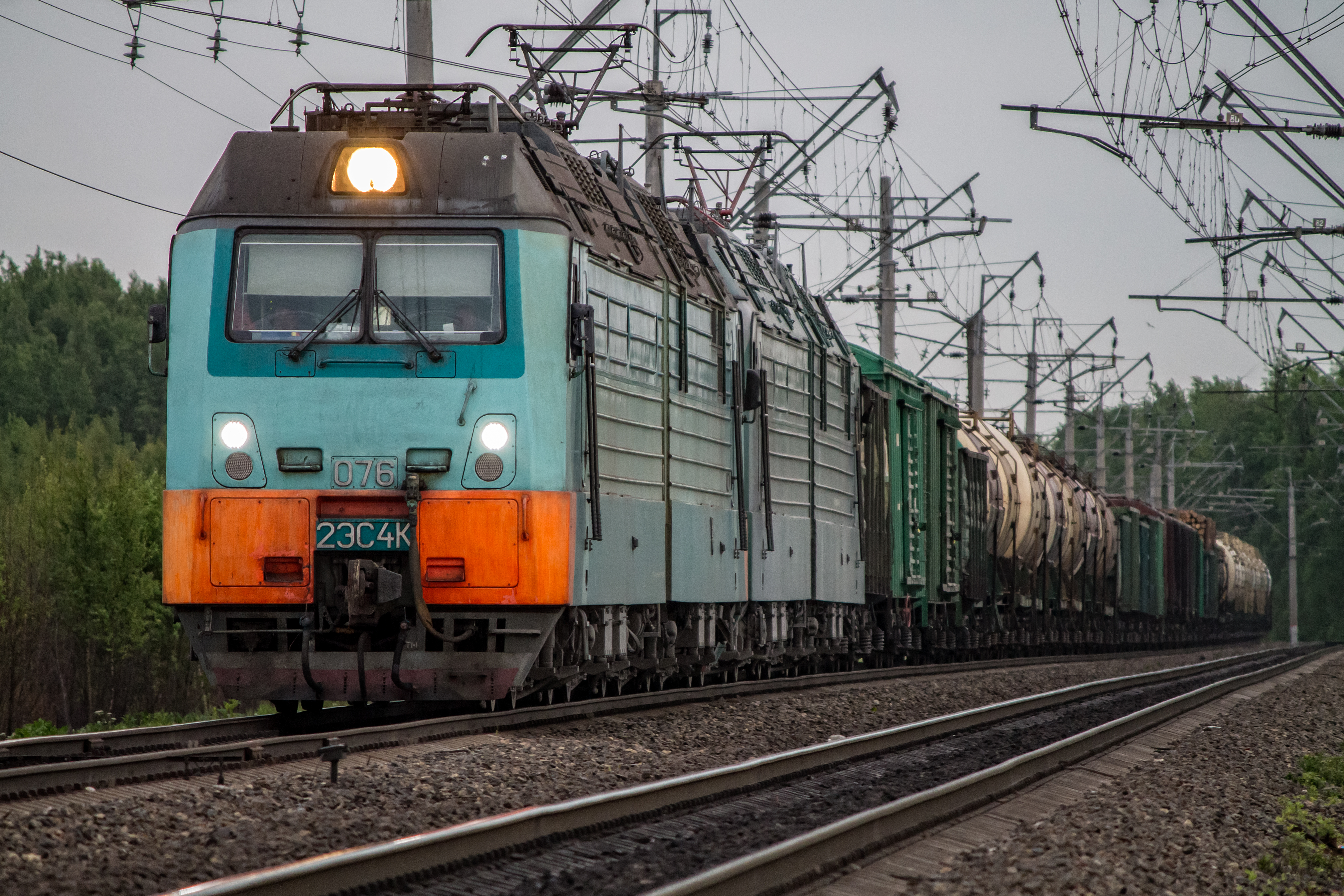
2ЭС4К-076 с вертикальным расположением буферных фонарей в спарке с другим 2ЭС4К в бирюзовой окраске
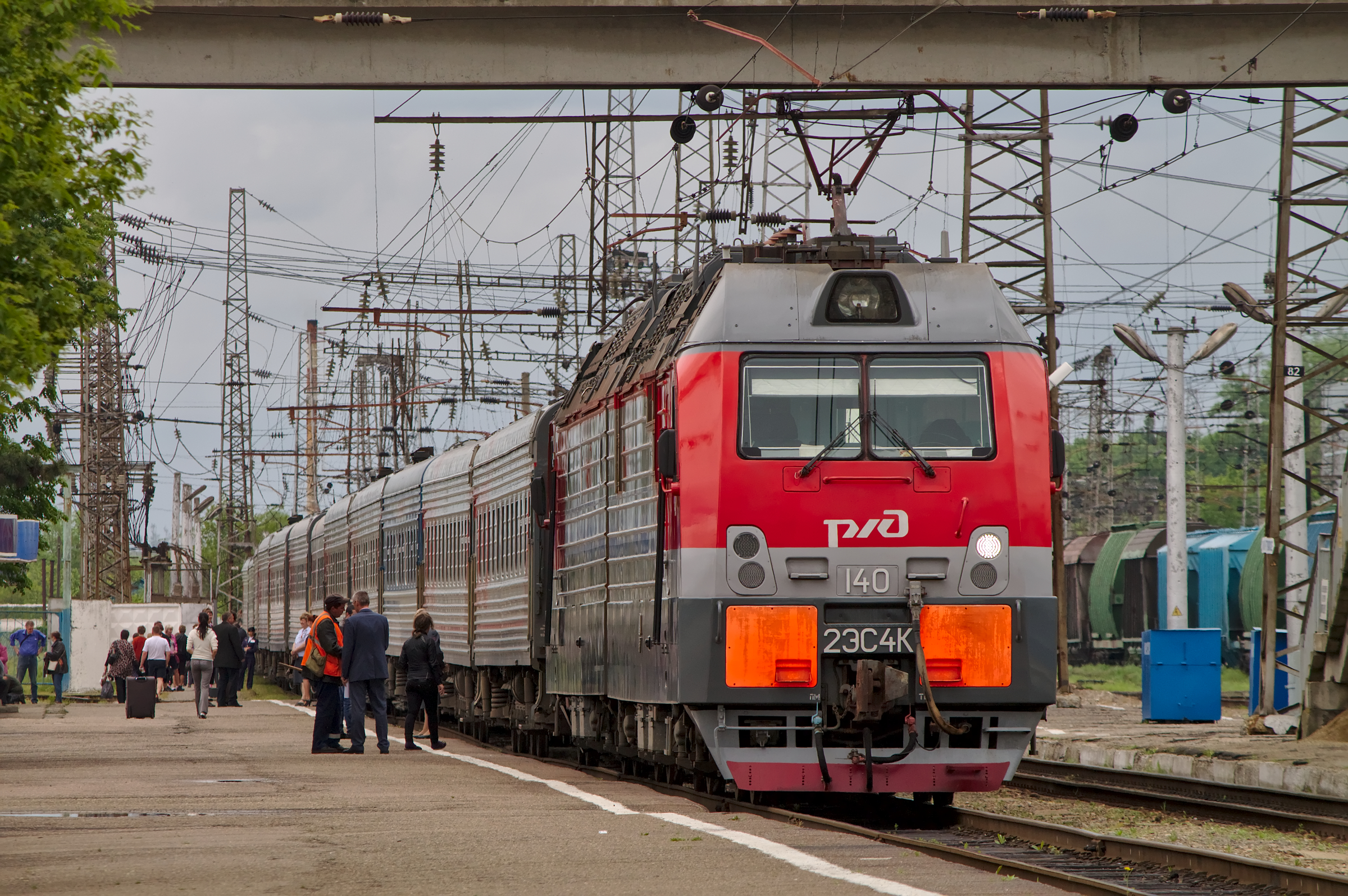
2ЭС4К-140 с вертикальным расположением буферных фонарей в красно-серой окраске РЖД

#### 2ЭЛ4 (2ЕЛ4)

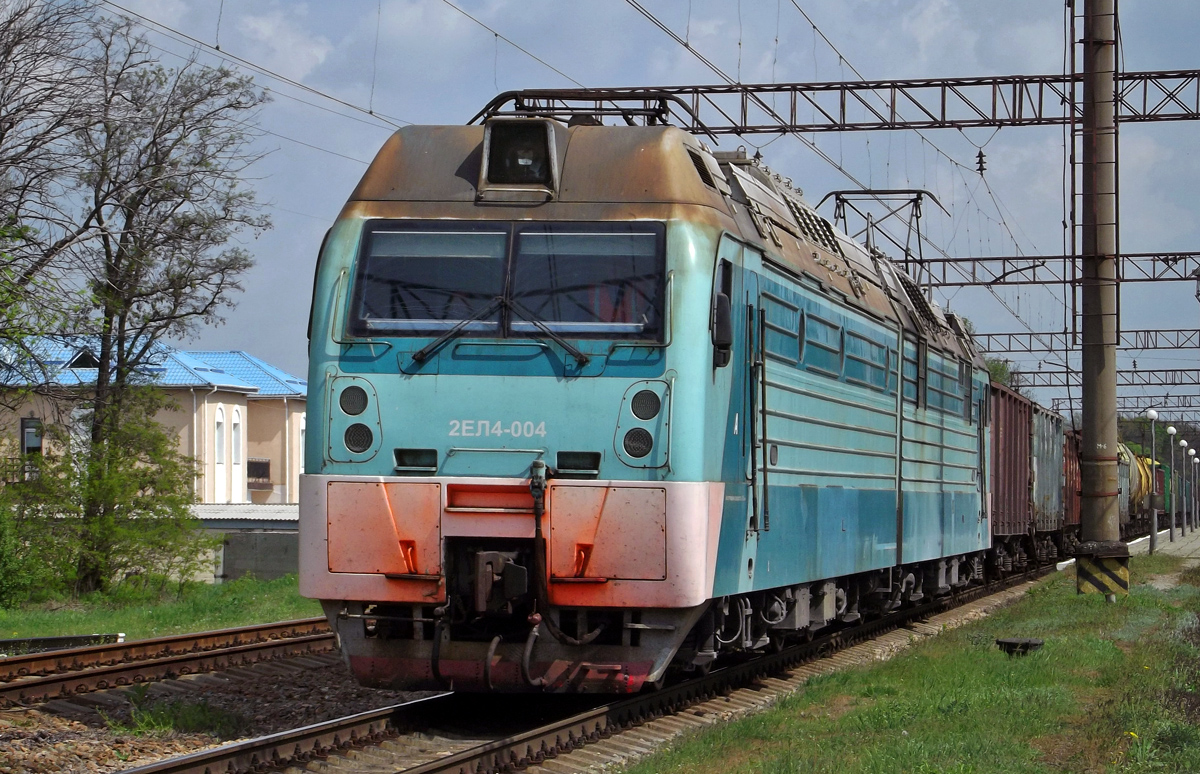
2ЭЛ4-004 с грузовым поездом

Электровоз 2ЭЛ4 является модификацией 2ЭС4К, созданной по заказу Украинских железных дорог. От 2ЭС4К он отличается незначительно изменённой формой лобовой части с наклонными буферными фонарями, аналогичными по расположению на кабине электровозов ЭП1М и расположенных шире и выше, чем у 2ЭС4К позднего выпуска, а также применением украинских систем безопасности вместо российских в кабине машиниста. На Украинских железных дорогах электровоз с учётом транслитерации на украинский язык обозначается как 2ЕЛ4.
Первый электровоз 2ЭЛ4-001 изначально был выпущен в 2009 году на НЭВЗе как 2ЭС4К-015, но затем сменил обозначение серии. Начиная с электровоза 002, они стали собираться на Луганском заводе на Украине под контролем специалистов с НЭВЗа. Всего Луганским заводом с 2010 по 2013 годы было выпущено ещё 5 электровозов с номерами 002—006. Однако электровозы с номерами 005 и 006 из-за неоплаты были возвращены на завод, и позднее в 2014 году были отправлены на НЭВЗ и переоборудованы в 2ЭС4К с присвоением номеров 501 и 502 соответственно путём замены кабины на серийную для 2ЭС4К и установки российских систем безопасности. Два года электровозы находились на НЭВЗе, пока не были вновь переименованы в 3ЭС4К с дополнением бустерной секции.
Изначально Луганский завод планировал наладить серийное производство 2ЭЛ4 и выпустить десятки таких электровозов. Однако политический кризис 2014 года и последовавший за ним вооружённый конфликт на востоке Украины, поставивший завод под угрозу закрытия, привели к отмене этих планов на неопределённый срок.

#### 3ЭС4К

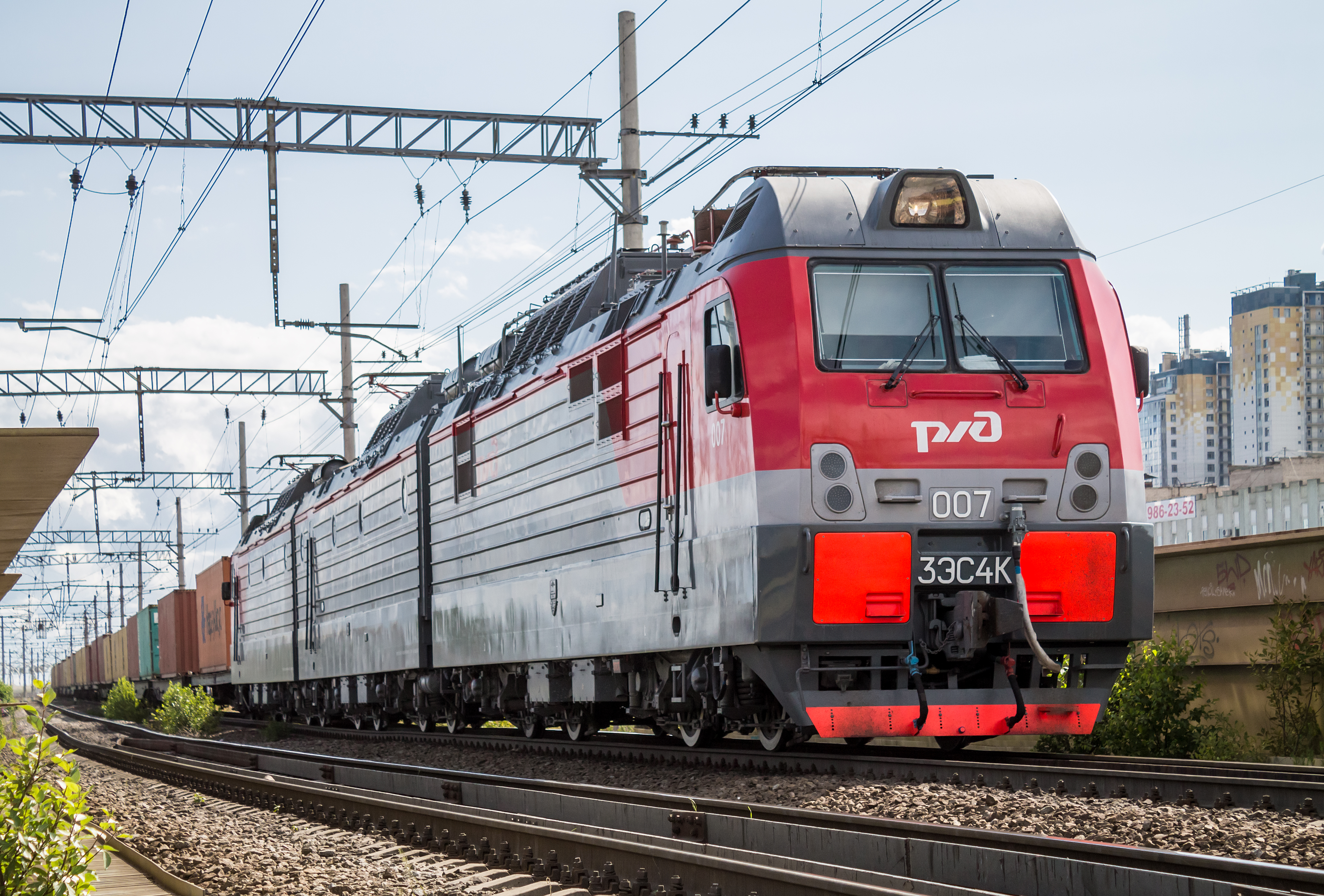
3ЭС4К-007 с грузовым поездом

Электровоз 3ЭС4К имеет в составе две головных и одну промежуточную бустерную секцию без кабин управления со сквозным проходом, которая позволяет увеличить мощность стандартного электровоза 2ЭС4К в полтора раза и использовать для транспортировки тяжёлых грузовых составов или работы на участках пути со значительным уклоном. Бустерная секция технически ничем не отличается от обычной, только вместо кабины управления имеет вторую торцевую стену с межсекционным переходом. Это обеспечивает удобство работы по сравнению с электровозами 2ЭС4К и ВЛ11, работающими в трёхсекционной составности из трёх головных секций, позволяя локомотивной бригаде переходить между всеми секциями в процессе движения, что позволяет осматривать всё оборудование и выявлять возможные неисправности без необходимости остановки поезда. В промежуточной секции в пространстве, занимаемом кабиной, оборудован просторный санузел. Длина и масса бустерной секции такая же, как и у головной. Масса электровоза — 288 т, длина по осям автосцепок — 52 506 мм.
Электровозы 3ЭС4К серийно выпускаются на НЭВЗе с 2014 года вместе с 2ЭС4К. По состоянию на середину 2020 года построено 75 электровозов. Примечательным фактом является то, что головные секции для 3ЭС4К-040 и 046 были построены на Луганском заводе ещё в 2013 году как 2ЭЛ4-006 и 005 соответственно, однако затем модернизированы на НЭВЗе в стандартные секции ЭС4К заменой лобовых масок кабин и внутреннего оборудования на применяющееся на ЭС4К.

## Общие сведения
Электровозы семейства ЭС4К «Дончак» предназначены для вождения грузовых, пассажирских и вывозных поездов на железных дорогах колеи 1520 мм, электрифицированных на постоянном токе номинального напряжения 3 кВ. Электровоз рассчитан на работу при напряжении в контактной сети от 2,2 до 4 кВ и температуре наружного воздуха от −50°С до +50°С (предельное рабочее значение) и высоте над уровнем моря до 1300 м. Электрооборудование, устанавливаемое в кузове электровоза, рассчитано на работу при температуре от −50°С до +60°С.
По сути электровозы семейства ЭС4К являются следующей эволюционной ступенью развития электровозов семейства ВЛ10/ВЛ11 с осевой формулой секции 20—20 и позиционируются как их основная замена. ЭС4К во многом схожи с ВЛ11 по конструкции, размерам и расположению оборудования, но отличаются более современным электрооборудованием, новой обтекаемой формой лобовой части, современной кабиной машиниста и микропроцессорной системой управления. Также если все электровозы ВЛ11 выпускались только в качестве однокабинных секций, некоторые из которых затем эксплуатировались в трёхсекционном варианте, то у ЭС4К изначально с завода создавались бустерные секции для формирования локомотивов без лишней кабины управления со сквозным проходом.
Электровозы ЭС4К имеют конструктивный аналог для линий переменного тока напряжения 25 кВ — электровозы ЭС5К «Ермак», унифицированный по узлам механической части, кабине управления, пневматическому и тормозному оборудованию и выпускаемый не только в составе двух (2ЭС5К) и трёх (3ЭС5К), но и одной (Э5К) и четырёх (4ЭС5К) секций. Одиночный двухкабинный электровоз постоянного тока Э4К, аналогичный Э5К, не выпускается из-за невостребованности односекционных четырёхосных электровозов на российских участках постоянного тока, расположенных вблизи крупных городов и обладающих интенсивным движением, хотя конструктивно возможно его создание. По мощности секция ЭС5К несколько превосходит секцию ЭС4К (3280 против 3200 кВт в часовом режиме соответственно), однако по конструкции механической части полностью идентична ей, за исключением передаточного отношения редуктора. В отличие от ЭС4К, на ЭС5К имеется только рекуперативное торможение, в то время как пуско-тормозные реостаты отсутствуют, а регулирование тяги осуществляется с помощью тиристоров. Хотя на электровозе ЭС5К отсутствуют тормозные резисторы, на нём установлен трансформатор для понижения напряжения преобразования переменного тока в постоянный, благодаря чему масса секции ЭС5К такая же, как и у ЭС4К — 96 т.

### Составность

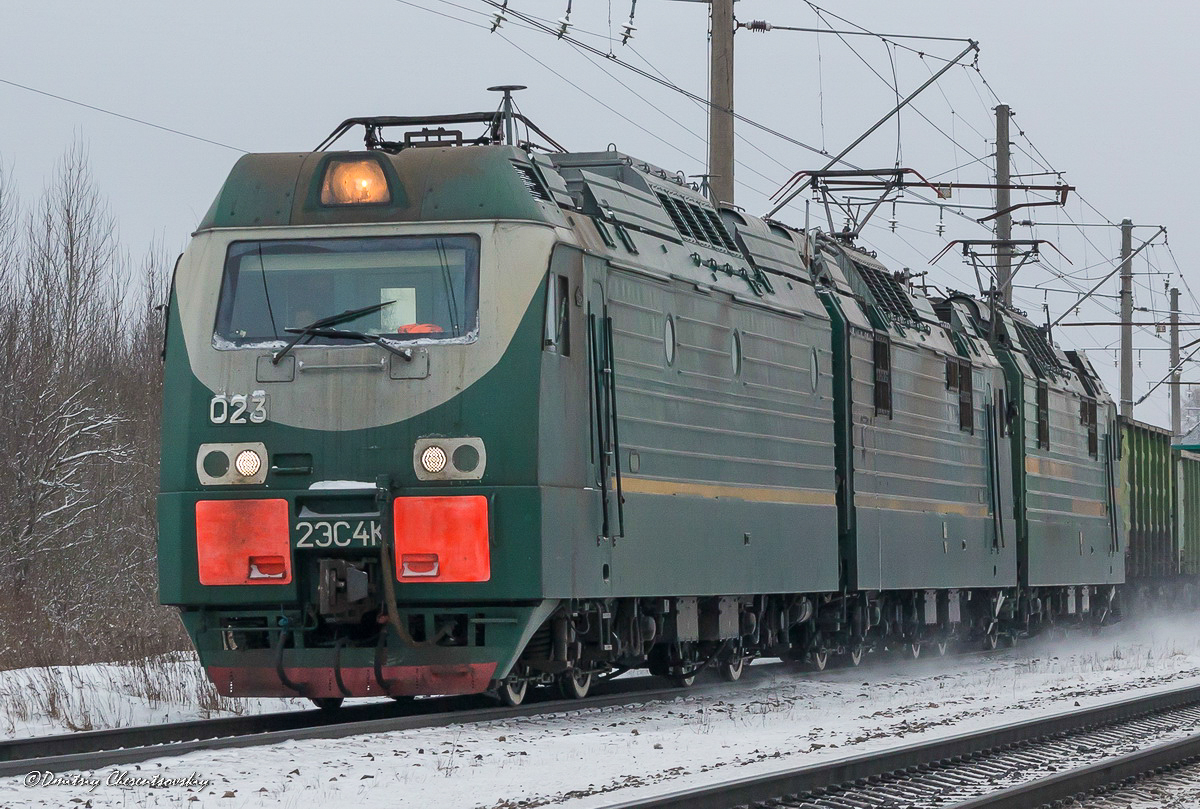
Спарка электровозов 2ЭС4К-023+2ЭС4К в трёхсекционной компоновке

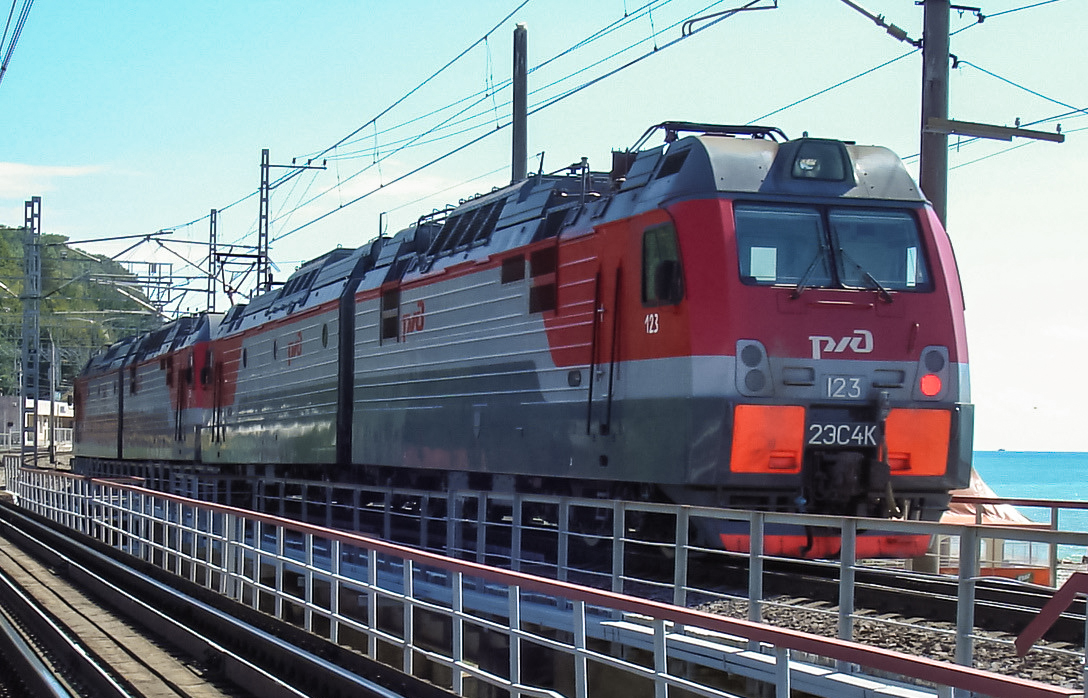
2ЭС4К-123 в спарке с другим 2ЭС4К по системе многих единиц

Электровозы ЭС4К формируются из нескольких секций: 2ЭС4К — из двух головных, а 3ЭС4К — из двух головных и одной промежуточной бустерной между ними. Головные секции ЭС4К имеют одну кабину управления с одной стороны и межсекционный переход с другой, а бустерные — два межсекционных перехода по обоим концам. Головные секции ЭС4К содержат полный комплект оборудования и могут эксплуатироваться и как одиночные локомотивы, однако в отличие от двухкабинных электровозов, таких как Э5К, их эксплуатация в таком режиме ограничена из-за неудобства обзора для машиниста при маневрировании задним ходом и необходимости разворота на конечных пунктах следования.
Два двухсекционных электровоза 2ЭС4К могут сцепляться друг с другом по системе многих единиц, управляясь из одной кабины; также возможно сцепление одной головной секции задом к двухсекционному электровозу в систему из трёх секций. В то же время в случае вцепления бустерных секций между головными (в случае 3ЭС4К и 4ЭС4К) эксплуатация по системе многих единиц с управлением из одной кабины не предусматривается, тем не менее два электровоза могут работать совместно. Однако секции электровозов 3ЭС4К унифицированы с 2ЭС4К и имеют розетки на лобовой части, что позволяет им в случае выцепления бустерной секции эксплуатироваться по СМЕ.
Таким образом, возможны следующие варианты составности:
- одиночная секция ЭС4К
- двухсекционный электровоз 2ЭС4К (две головные секции, сцепленные задом друг к другу)
- два двухсекционных электровоза 2ЭС4К+2ЭС4К (электровозы сцеплены головными частями)
- три головных секции ЭС4К+2ЭС4К (третья головная секция сцеплена задом к переду 2ЭС4К)
- трёхсекционный электровоз 3ЭС4К (две головные секции ЭС4К и одна бустерная между ними)
- четырёхсекционный электровоз 4ЭС4К (две головные секции ЭС4К и две бустерные между ними, на практике не создан)

### Нумерация и маркировка
Электровозы семейства ЭС4К всех серий получали трёхзначные номера по возрастанию по очереди в порядке выпуска, начиная с 001. Каждая серия электровозов имеет свою собственную отдельную нумерацию.
Маркировка с обозначением серии и номера электровозов 2ЭС4К и 3ЭС4К нанесена на лобовой части в виде объёмных металлических букв аналогично электровозам Э5К. У электровозов раннего выпуска с горизонтальными буферными фонарями маркировка нанесена аналогично электровозам ВЛ85: серия размещена по центру над автосцепкой, а трёхзначный номер — над правым буферным фонарём под лобовым стеклом. У электровозов с наклонными буферными фонарями обозначение номера размещено по центру над обозначением серии на уровне между нижними буферными фонарями. По центру кабины на уровне немного ниже лобового стекла на многих электровозах раннего выпуска размещался логотип Новочеркасского завода в виде наклонной буквы «Н» в овале, а на электровозах поздних выпусков — логотип оператора (в случае РЖД логотип надпись имела начертание в виде «p/d»). У электровозов 2ЭЛ4 серия и номер наносились на лобовой части белой краской и более мелким шрифтом между нижними буферными фонарями по центру в формате 2ЕЛ4-XXX, где XXX — номер электровоза.
На многих электровозах обозначение номера в серии или сетевого номера также нанесено на головных секциях сбоку белой краской под правым боковым окном кабины машиниста. У электровозов ранних выпусков как правило указывался только сетевой номер по середине между низом окна и низом кузова, а у электровозов поздних выпусков непосредственно под окном указан номер в серии, а снизу — сетевой номер. В пространстве между окном кабины машиниста и входной дверью по правому борту на некоторых электровозах указано депо приписки.

### Технические характеристики
Основные технические характеристики электровозов семейства ЭС4К:
| Параметр                                                   | Параметр                                                   | Модель электровоза  | Модель электровоза  |
| Параметр                                                   | Параметр                                                   | 2ЭС4К               | 3ЭС4К               |
| Осевая формула                                             | Осевая формула                                             | 2×(20—20)           | 3×(20—20)           |
| Размеры                                                    |                                                            |                     |                     |
| Габарит                                                    | Габарит                                                    | 1-Т                 | 1-Т                 |
| Длина, мм                                                  | по осям автосцепок                                         | 2 × 17 502 (35 004) | 3 × 17 502 (52 506) |
| Длина, мм                                                  | по кузову                                                  | 16 755              | 16 755              |
| Длина, мм                                                  | по раме                                                    | 16 250              | 16 250              |
| Ширина, мм                                                 | по верху боковых стен                                      | 3140                | 3140                |
| Ширина, мм                                                 | по раме                                                    | 3200                | 3200                |
| Ширина, мм                                                 | по зеркалам                                                | 3550 — 3565         | 3550 — 3565         |
| Высота от уровня рельс, мм                                 | крышевого оборудования                                     | 5205                | 5205                |
| Высота от уровня рельс, мм                                 | опущенного токоприёмника                                   | 5050                | 5050                |
| Высота от уровня рельс, мм                                 | поднятого токоприёмника                                    | 5500 — 7000         | 5500 — 7000         |
| Высота от уровня рельс, мм                                 | пола                                                       | 1750                | 1750                |
| Высота от уровня рельс, мм                                 | оси автосцепок                                             | 1060±20             | 1060±20             |
| Размеры ходовой части, мм                                  | База между центрами тележек                                | 8500                | 8500                |
| Размеры ходовой части, мм                                  | Колёсная база тележек                                      | 2900                | 2900                |
| Размеры ходовой части, мм                                  | Диаметр колёс                                              | 1250—1160           | 1250—1160           |
| Размеры ходовой части, мм                                  | Ширина колеи                                               | 1520                | 1520                |
| Размеры ходовой части, мм                                  | Минимальный радиус проходимых кривых                       | 125 000             | 125 000             |
| Весовые показатели                                         |                                                            |                     |                     |
| Рабочая масса, т                                           | Рабочая масса, т                                           | 192±4               | 288±6               |
| Нагрузка от оси на рельсы, тс                              | Нагрузка от оси на рельсы, тс                              | 24±0,5              | 24±0,5              |
| Максимальная разность нагрузки между колёсами оси, кН (тс) | Максимальная разность нагрузки между колёсами оси, кН (тс) | 4,9 (0,5)           | 4,9 (0,5)           |
| Запас песка, л                                             | Запас песка, л                                             | 1200                | 1800                |
| Тягово-энергетические характеристики                       |                                                            |                     |                     |
| Напряжение и род тока в контактной сети                    | Номинальное напряжение, кВ                                 | 3                   | 3                   |
| Напряжение и род тока в контактной сети                    | Допустимое напряжение, кВ                                  | 2,2 — 4,0           | 2,2 — 4,0           |
| Напряжение и род тока в контактной сети                    | Род тока                                                   | постоянный          | постоянный          |
| Мощность на валах тяговых двигателей, кВт                  | часового режима                                            | 6400 (8 × 800)      | 9600 (12 × 800)     |
| Мощность на валах тяговых двигателей, кВт                  | длительного режима                                         | 5920 (8 × 740)      | 8880 (12 × 740)     |
| Сила тяги часового режима, кН (тс)                         | при скорости 52 км/ч (оптимальная скорость)                | 434 (44,3)          | 651 (66,45)         |
| Сила тяги длительного режима, кН (тс)                      | при трогании с места                                       | 640 (65,3)          | 960 (97,9)          |
| Сила тяги длительного режима, кН (тс)                      | при скорости 5 км/ч                                        | 570 (58,1)          | 855 (87,2)          |
| Сила тяги длительного режима, кН (тс)                      | при скорости 10 км/ч                                       | 537 (54,8)          | 805,5 (82,1)        |
| Сила тяги длительного режима, кН (тс)                      | при скорости 20 км/ч                                       | 513 (52,3)          | 769,5 (78,5)        |
| Сила тяги длительного режима, кН (тс)                      | при скорости 30 км/ч                                       | 496 (50,6)          | 744 (75,9)          |
| Сила тяги длительного режима, кН (тс)                      | при скорости 40 км/ч                                       | 481 (49,0)          | 721,5 (73,6)        |
| Сила тяги длительного режима, кН (тс)                      | при скорости 53,4 км/ч (оптимальная скорость)              | 391 (39,9)          | 436,5 (64,65)       |
| Сила тяги длительного режима, кН (тс)                      | при скорости 60 км/ч                                       | 348 (35,5)          | 522 (53,2)          |
| Сила тяги длительного режима, кН (тс)                      | при скорости 70 км/ч                                       | 298 (30,4)          | 447 (45,6)          |
| Сила тяги длительного режима, кН (тс)                      | при скорости 80 км/ч                                       | 261 (26,6)          | 391,5 (39,9)        |
| Сила тяги длительного режима, кН (тс)                      | при скорости 90 км/ч                                       | 232 (23,7)          | 348 (35,5)          |
| Сила тяги длительного режима, кН (тс)                      | при скорости 100 км/ч                                      | 208 (21,2)          | 312 (31,8)          |
| Сила тяги длительного режима, кН (тс)                      | при скорости 120 км/ч (максимальная скорость)              | 122 (12,4)          | 183 (18,7)          |
| Скорость, км/ч                                             | часового режима                                            | 52                  | 52                  |
| Скорость, км/ч                                             | длительного режима                                         | 53,4                | 53,4                |
| Скорость, км/ч                                             | конструкционная                                            | 120                 | 120                 |
| Мощность электрического торможения, кВт                    | рекуперативного                                            | 4500 (2 × 2250)     | 6750 (3 × 2250)     |
| Мощность электрического торможения, кВт                    | реостатного                                                | 3500 (2 × 1750)     | 5250 (3 × 1750)     |
| Тормозное усилие при рекуперативном торможении, кН (тс)    | при скорости 40 км/ч                                       | 370 (37,7)          | 555 (56,6)          |
| Тормозное усилие при рекуперативном торможении, кН (тс)    | при скорости 50 км/ч                                       | 350 (35,7)          | 525 (53,6)          |
| Тормозное усилие при рекуперативном торможении, кН (тс)    | при скорости 70 км/ч                                       | 325 (33,1)          | 487,5 (49,7)        |
| Тормозное усилие при рекуперативном торможении, кН (тс)    | при скорости 120 км/ч                                      | 150 (15,3)          | 225 (22,9)          |
| КПД длительного режима                                     | КПД длительного режима                                     | 0,88                | 0,88                |
| Коэффициент мощности длительного режима                    | Коэффициент мощности длительного режима                    | 0,9                 | 0,9                 |

## Конструкция

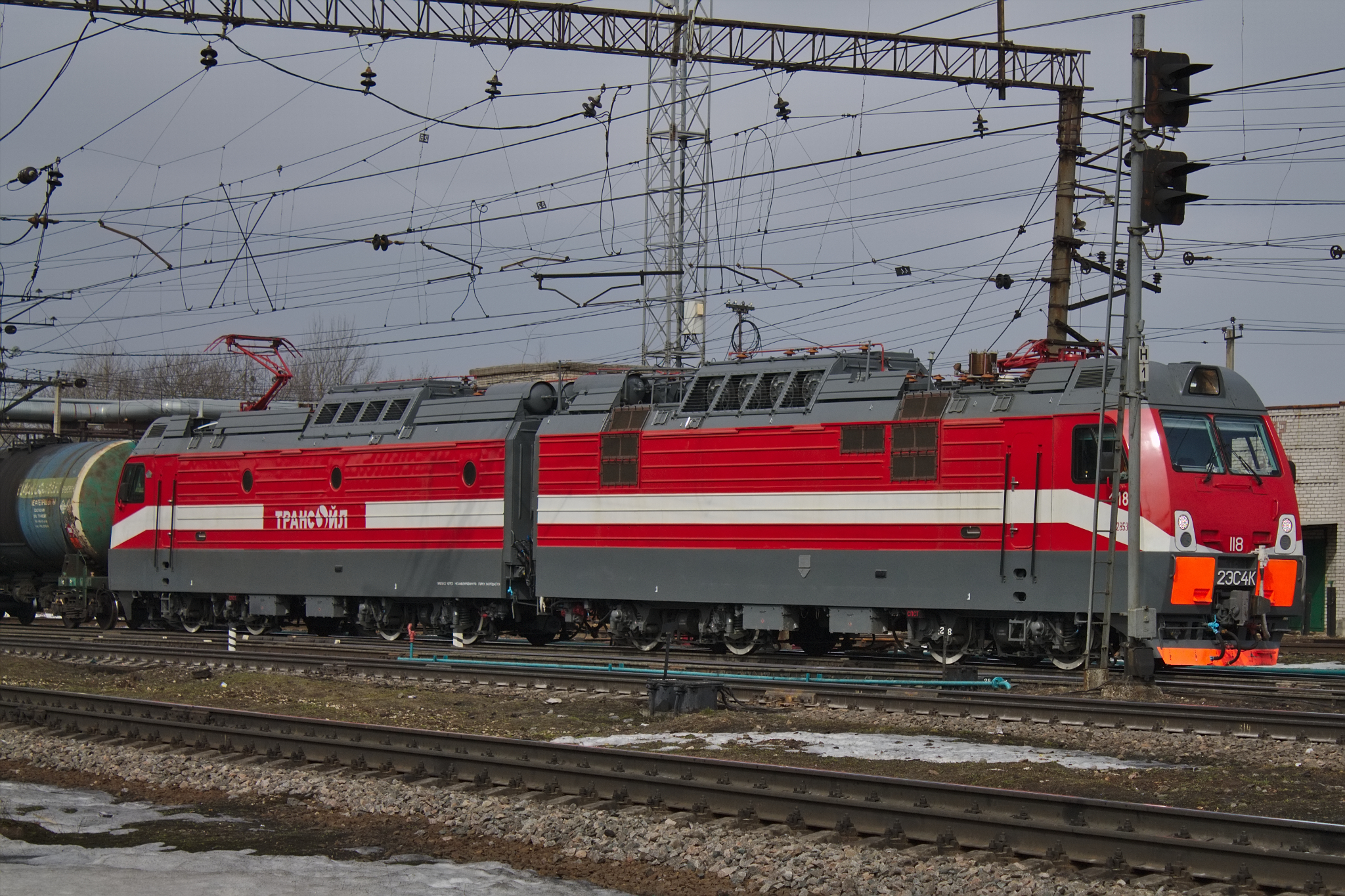
2ЭС4К-118, вид сбоку

### Механическая часть
Механическая часть локомотива унифицирована с магистральным грузовым электровозом переменного тока 2ЭС5К «Ермак». Ходовая часть электровоза отвечает всем современным требованиям; передача силы тяги и торможения от тележек к кузову осуществляется цельными наклонными тягами. Тележки и кузов связаны между собой в вертикальном и поперечном направлениях с помощью упругих и демпфирующих элементов. Первая ступень подвешивания — винтовые пружины сжатия, вторая ступень — на пружинах «Флексикойл».

### Электрическая часть
Электрическая схема локомотива обеспечивает стабильную работу в режиме тяги, электродинамического (рекуперативного и реостатного) торможения, выбега и стоянки. В тяговом режиме работы электрическая схема обеспечивает работу тяговых электродвигателей с независимым и последовательным возбуждением, в режиме рекуперативного и реостатного торможения — с независимым возбуждением при питании от статического преобразователя. Регулирование скорости электровоза осуществляется ступенчато с тремя группировками тяговых двигателей: последовательное, последовательно-параллельное и параллельное соединение. Микропроцессорная система управления осуществляет автоматическое переключение тяговых позиций на основе заданных машинистом значений требуемой скорости движения и уставки максимального тягового тока.
Конструкцией электровоза предусмотрены трёхфазные асинхронные электродвигатели для привода вентиляторов охлаждения тяговых двигателей, компрессоров с питанием от статического преобразователя. Заложена возможность регулирования производительности вентиляторов охлаждения в зависимости от нагрева тяговых двигателей.
Номинальное напряжение цепей управления — 110 В.
Ходовые позиции:
- 16 (последовательное)
- 31 (параллельно-последовательное)
- 44 (параллельное)

Ступени ослабления возбуждения: 79 %, 64 %, 52 %, 43 %.

### Интерьер

#### Кабина машиниста
Локомотив оснащен микропроцессорной системой управления (МСУД-001, разработан ЗАО «Локомотивные Электронные Системы»), обеспечивающей:
- ручное и автоматическое управление движением;
- режимы автоведения поезда;
- диагностику параметров движения и работы оборудования электровоза.

Предусмотрена телемеханическая система контроля бодрствования машиниста (ТСКБМ).Кроме упомянутой телемеханической системы контроля бодрствования машиниста (ТСКБМ) локомотив оснащен комплексным устройством обеспечения безопасности (КЛУБ-У) и системой автоматического управления торможением поездов (САУТ-ЦМ/485), а также КОН (система Контроля Несанкционированного Отключения ЭПК).
Для комфортной работы локомотивной бригады электровоз оборудован кондиционером, печами отопления, микроволновыми печами, сантехническим оборудованием (умывальник, туалет).
- Пульт управления
- Дисплей бортового компьютера МСУД
- Машинное отделение

## Эксплуатация
Первый электровоз 2ЭС4К-001 вскоре после выпуска был отправлен на презентацию на Московский вокзал Санкт-Петербурга. Затем он вернулся на завод и начал проходить обкатку на испытательном кольце Новочеркасского завода. Позднее после завершения контрольно-заводских испытаний с 2007 года он проходил динамические испытания на полигонах Северо-Кавказской железной дороги, базируясь в депо Белореченская. Проверку и отладку прошли микропроцессорная система управления, система вентиляции, электрооборудование, вспомогательные машины, а так же проведены испытания электровоза при высоких скоростях движения и динамико-прочностные испытания по воздействию на путь. В октябре 2007 года электровоз был передан в депо Карталы Южно-Уральской железной дороги для опытной эксплуатации и прохождения 5000-километрового пробега с грузовыми поездами. Через некоторое время в начале 2008 года электровоз был передан на кольцо ВНИИЖТ в подмосковной Щербинке для проведения окончательных сертификационных испытаний и затем вернулся на завод, где после наладки был сертифицирован в июне 2008 года.

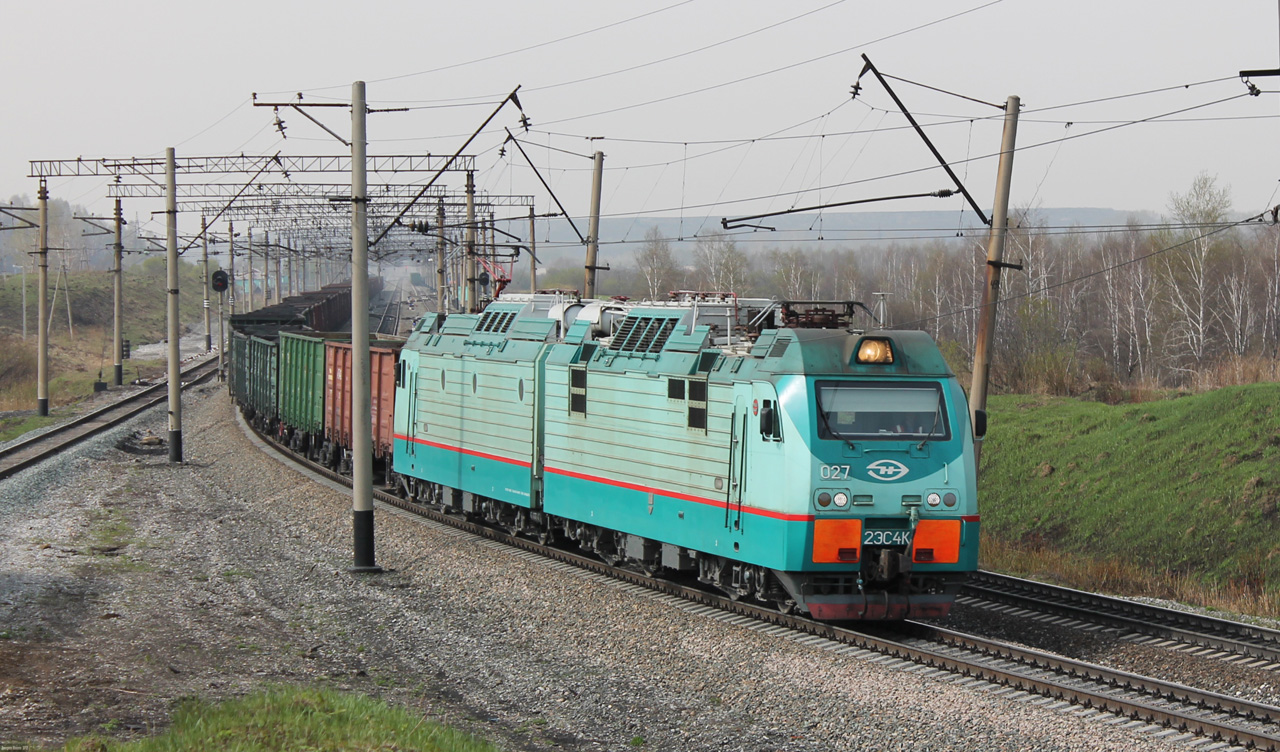
2ЭС4К-027 с грузовым составом на станции ЗСЖД

В июле 2008 года первый электровоз был отправлен для эксплуатации в депо Белово Западно-Сибирской железной дороги и был презентован 3 августа на станции Прокопьевск. Туда же стали направляться и все новые электровозы 2ЭС4К. Электровозы эксплуатировались на дороге до 2013—2014 годов, когда в связи с увеличением веса грузовых поездов их было решено передать в европейскую часть России заменить на более мощные электровозы 2ЭС10, производящиеся на Урале ближе к региону эксплуатации.
Электровозы 2ЭЛ4 с номера 001 по 004 поступили в депо ТЧ-1 Красный Лиман Донецкой железной дороги (Украина).
С весны 2010 года электровозы 2ЭС4К стали поступать на Северо-Кавказскую железную дорогу в депо Туапсе-Сортировочная для замены старых электровозов серий ВЛ10 и ВЛ11 на участках Адлер — Туапсе — Горячий Ключ и Туапсе — Белореченская, электрифицированных постоянным током. Поступление электровозов 2ЭС4К в данный регион было обусловлено увеличением грузопотока в регионе в связи с проведением работ по строительству инфраструктурных объектов для Зимних Олимпийских игр 2014 года в Сочи, а также значительного износа электровозов ВЛ10 и их невозможности эксплуатироваться по системе многих единиц для вождения тяжёлых составов. Как и ранее в случае с ВЛ10, ввиду относительно небольшой протяжённости тягового плеча постоянного тока при значительных уклонах и обилии кривых, эти электровозы было решено использовать не только для грузового, но и для пассажирского движения, поскольку отсутствие необходимости содержать отдельный парк пассажирских локомотивов упрощало их обслуживание. В связи с этим часть электровозов для СКЖД изготавливалась в грузопассажирском исполнении. Для вождения же наиболее быстрых пассажирских поездов стали использоваться двухсистемные электровозы ЭП20. К началу проведения олимпиады подавляющее большинство электровозов ВЛ10 и ВЛ11 была передана в другие депо и заменена на 2ЭС4К, а чуть позднее они стали единственными грузовыми электровозами постоянного тока, эксплуатирующимися на данном участке.Правда потом в связи с появлением туристического поезда "Сочи" ВЛ10 снова были введены в экспулатацию.В данный момент с туристическим поездом "Сочи"работают ВЛ10-1689 и ВЛ10-1871 соотвественно.Также несколько ВЛ10 приписаны к ТЧ-16 "Туапсе" и СКЖД.В основном их арендует КЖД,но некоторые экспулатируются и непосредственно на терретории ТЧ-16.. В 2015 году на дорогу также поступила партия из девяти трёхсекционных электровозов 3ЭС4К для вождения тяжёлых грузовых составов.

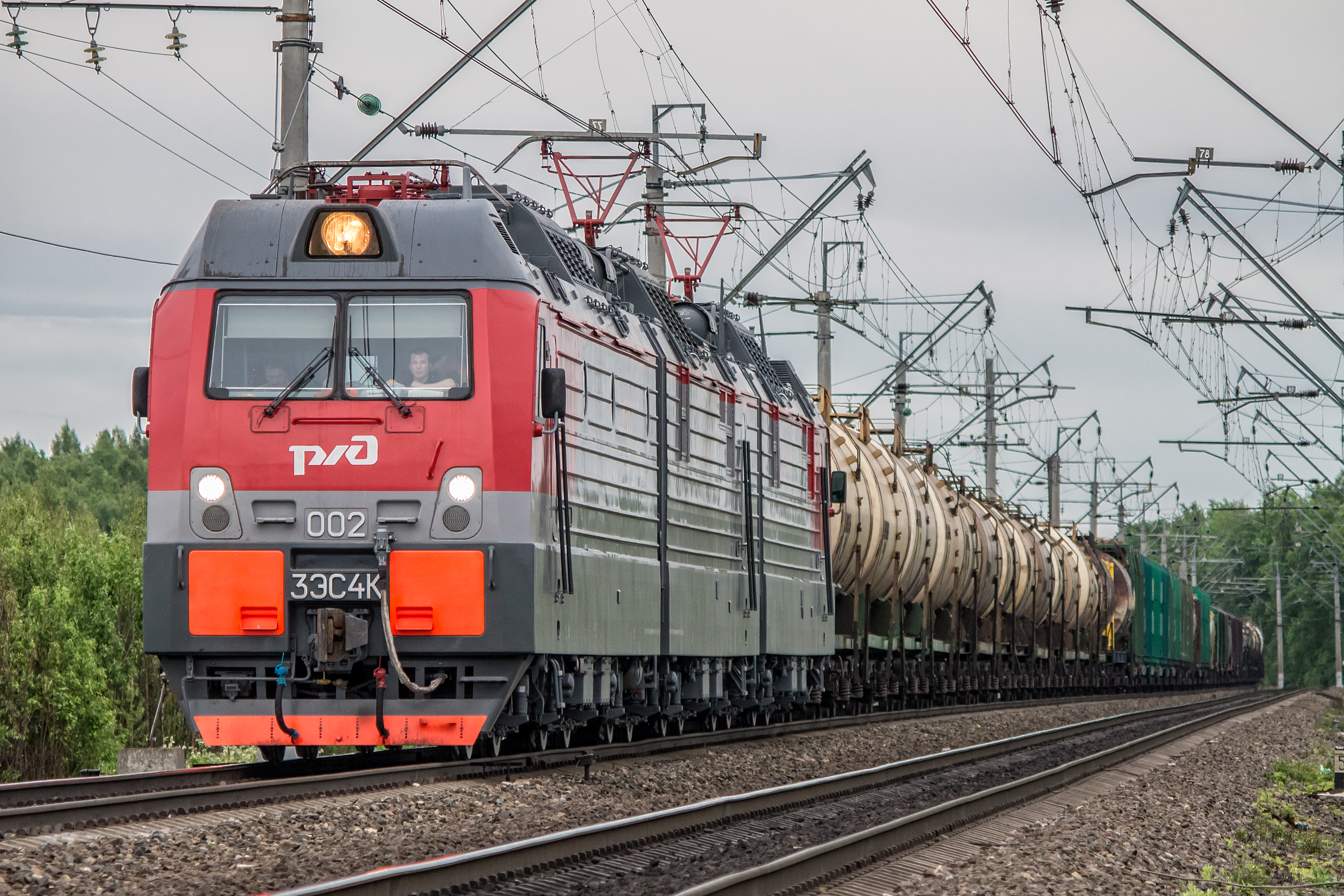
3ЭС4К-002 с грузовым составом на участке Пелла—Сапёрная (ОЖД)

В период конца 2013—2014 года все электровозы 2ЭС4К из депо Белово были переведены на Октябрьскую железную дорогу в депо Волховстрой для обслуживания Петербургского железнодорожного узла. Позднее туда были переданы и часть электровозов 2ЭС4К с Северо-Кавказской железной дороги, в особенности не приспособленные для грузопассажирской эксплуатации. Электровозы используются в грузовом движении на линиях Санкт-Петербург — Волховстрой I — Бабаево, Волховстрой I — Свирь, Санкт-Петербург — Выборг и Санкт-Петербург — Гатчина. Помимо волховских локомотивных бригад, на них также работают бригады из депо Санкт-Петербург-Финляндский и Бабаево. Электровозы стали работать как в базовой двухсекционной составности, так и в виде трёхсекционных сцепов, а в некоторых случаях и в спарке двух электровозов (четыре секции) для вождения тяжёлых составов, и заменили в эксплуатации значительную часть ВЛ10 и ВЛ11 С 2014 года в депо Волховстрой с завода стали поступать трёхсекционные электровозы 3ЭС4К. В конце 2017 — начале 2018 года в Волховстрой была передана партия из одиннадцати электровозов из депо Туапсе: 044, 045, 051, 081, 099, 100, 103, 110, 113, 132 и 135. Аналогичные передачи между этими депо продолжались и в дальнейшем. В конце 2018 года шесть электровозов 2ЭС4К были переданы на Куйбышевскую железную дорогу в депо Кинель в собственность компании «Л-Транс».
В отличие от электровозов 2ЭС5К, которые эксплуатируются либо поодиночке, либо в системе из двух электровозов (четыре секции), в случае электровозов 2ЭС4К широкое распространение получила практика их сцепления в составе трёх секций (ЭС4К + 2ЭС4К), как и в случае с ВЛ11. По мере поступления трёхсекционных локомотивов часть сцепов ЭС4К+2ЭС4К была расформирована к первоначальной составности для более эффективного использования кабин машиниста.
Несмотря на то, что машины в целом хорошо показали себя в работе и машинистами было отмечено удобство управления ими, в эксплуатации электровозов периодически стали возникать затруднения, связанные с выходом оборудования из строя. Среди основных неполадок были отмечены срабатывание защиты силовой цепи БВ-1, отказы тяговых электродвигателей, оборудования контакторной группы и мотор-компрессоров, а также системы электроснабжения. В этих случаях локомотивным бригадам зачастую не удавалось устранить проблему на месте своими силами, что приводило к необходимости вызова резервного электровоза и сбоям в графике движения.
Данные по приписке электровозов 2ЭС4К, 2ЭЛ4 и 3ЭС4К по номерам по состоянию на январь 2022 года приведены в таблице:
| Дорога            | Депо          | Оператор | Количество | Количество | Количество | Номера | Номера    | Номера               |
| Дорога            | Депо          | Оператор | 2ЭС4К      | 2ЭЛ4       | 3ЭС4К      | 2ЭС4К | 2ЭЛ4      | 3ЭС4К                |
| Куйбышевская      | Кинель        | Л-Транс  | 6          | —          | —          | 073 — 078 | —         | —                    |
| Октябрьская       | Волховстрой   | РЖД      | 75         | —          | 67         | 001 — 014, 016 — 035, 037, 039, 040, 042 — 044, 046 — 048, 050 — 054, 056, 058 — 060, 062, 066, 070, 081, 087, 090, 094, 097, 099 — 101, 103, 107, 109 — 111, 113, 132, 137 — 140               | —         | 001 — 021, 031 — 078 |
| Октябрьская       | Волховстрой   | Трансойл | 11         | —          | —          | 118 — 120, 142 — 149 | —         | —                    |
| Северо-Кавказская | Туапсе        | РЖД      | 56         | —          | 9          | 036, 038, 041, 045, 049, 055, 057, 061, 063 — 065, 067 — 069, 071, 072, 079, 080, 082 — 086, 088, 089, 091 — 093, 095, 096, 098, 102, 104 — 106, 108, 112, 114 — 117, 121 — 131, 133 — 136, 141 | —         | 022 — 030            |
| Донецкая          | Красный Лиман | УЗ       | —          | 4          | —          | — | 001 — 004 | —                    |

- 2ЭС4К с грузовыми и пассажирскими поездами на станции Туапсе-Сортировочная
- Перецепка ЭП1М-775 на 2ЭС4К-084 к пассажирскому поезду
- 3ЭС4К-022 с грузовым поездом

### Происшествия
28 июля 2020 года на станции Купчинская в Санкт-Петербурге по причине проезда на красный сигнал светофора электровоз 2ЭС4К-039 с грузовым поездом допустил боковое столкновение с электровозом 3ЭС4К-070, ведущим другой грузовой поезд во встречном направлении. В результате столкновения оба электровоза и один вагон сошли с рельс, повернулись и частично завалились набок, а железнодорожное полотно было оторвано от насыпи и изогнуто. Головная секция 3ЭС4К и обе секции 2ЭС4К получили повреждения средней тяжести — обшивка кабин была вдавлена и местами оторвана, а кузова получили изгибы и вмятины. Пострадал машинист трёхсекционного электровоза.

### Комментарии
1. ↑  2 и 3ЭС4К, так как односекционного не существует
2. ↑  При скорости до 10 км/ч